# Steven Block

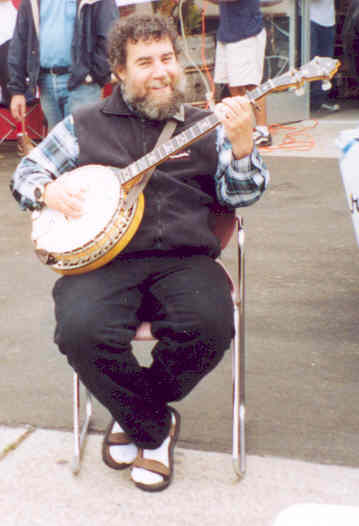
Steven Block (2006)

Steven M. Block (* 1952) ist ein Physiker und Biologe, der im Bereich der Kinetik forscht.
Block erhielt 1974 den BA für Physik an der Oxford University und den MA für Physik 1978. An der University of Colorado erhielt er den MA in Biologie und 1983 am California Institute of Technology den PhD für Biologie. Nach Postdoc-Aufenthalten unter anderem an der Stanford University wurde er 1987 Lecturer an der Harvard University und 1994 Professor für Molekularbiologie an der Princeton University. 1999 nahm er einen Ruf nach Stanford an, wo er sowohl dem Department of Biological Sciences als auch dem Department of Applied Physics angehört. Seit 2006 ist er W. Ascherman Chair of Sciences an der School of Humanities & Sciences in Stanford.
In seiner Freizeit spielt Block Bluegrass-Musik auf Banjo und Mandoline.

## Auszeichnungen
- 2000: Member American Academy of Arts and Sciences[2]
- 2006: NBIC Award for Research Excellence in Nanotechnology der University of Pennsylvania[3]
- 2006: Fellow der American Association for the Advancement of Science
- 2007: Member National Academy of Sciences
- 2007: Single Molecule Biophysics Prize der Biophysical Society
- 2008: Max Delbruck Prize[1]
- 2010: Fellow of the Biophysical Society Award[4]
- 2011: Fellow der American Physical Society
- 2012: National Lecturer, Biophysical Society
- 2025: Benjamin Franklin Medal des Franklin Institute